# شنة أندونيسية
شنة أندونيسية (الاسم العلمي: Channa micropeltes) (بالإنجليزية: Indonesian snakehead)‏ هي نوع من الأسماك تتبع جنس الشنة من فصيلة الشنات.